# 075型两栖攻击舰
075型两栖攻击艦是中國人民解放軍海軍的一种大型两栖攻击舰，设有机库，能搭載30架各型直升機，拥有直通甲板，可同时起降6架直升机，同时设有坞舱，可作为多辆两栖车辆、2艘气垫登陆艇的母船，可以运送士兵、步兵战车、坦克等展开登陆作战。

## 概述
2011年，中國海軍啟動075型全通甲板兩棲攻擊艦論證工作。2013年左右，綜合研製項目立項，由中船工業集團708研究所研究設計；先前中國海軍幾乎所有的兩棲戰艦艇都由該所設計，包括071綜合登陸艦以及072、073、074系列登陸艦艇、726型氣墊登陸艇等。
075型於2011年開始方案論證後，期間進行過數次修改，期間曾發生總裝備部與海軍意見不同的情况：2016年，總裝備部曾建議075採用非貫通式甲板上層建築，但海軍堅持貫通式偏置甲板上層建築，最後採海軍意見付諸實行。

## 本级舰

### 海南号两栖攻击舰
海南舰在2017年內進入建造階段。2019年8月下旬，网络上陸續出現“海南”舰在中華造船廠船塢裡的畫面，同時期衛星圖更顯示滬東中華造船廠正同時建造另外兩艘075兩棲攻擊艦。海南舰在2019年9月25日舉行下水儀式，9月26日正式出塢。
2020年4月11日上午，在上海滬東中華造船廠棲裝中的海南舰發生火災，舰尾部着火，煙柱也隨風飄得很遠，火势被熄滅後舰尾部被燻黑。事故原因可能是電焊時意外點燃了裝修材料的泡沫塑料製外包裝箱，当天下午舰尾部的燻黑已被清理干净。
2020年8月5日，海南舰首次出海试航。2020年10月1日，海南舰再次出海试航。2020年11月，有网民在海南島附近发现海南舰。
2021年4月23日，海南舰入列，命名为“中国人民解放军海军海南舰”，舷号31。媒体报道，海南舰首任舰长闾勇军上校，他出生于1979年4月23日，与中国海军同一天过生日，曾服役过071型船坞登陆舰“井冈山”舰（舷号999，2011年入列）担任过实习舰长，后经过部队选拔又在后入列的071型船坞登陆舰“五指山”舰（舷号987，2019年入列）上担任舰长。

### 广西号两栖攻击舰
2020年4月22日，广西号兩棲攻擊艦出塢下水。
2020年7月5日，正在上海組裝的“广西”舰的甲板上出現一架未知型號的無人直升機。外界推測該款無人直升機為AR500C無人直升機。有分析指，075上配備無人直升機將會改變登陸戰的遊戲規則
2020年12月22日，广西舰首次出海试航，翌年1月4日试航结束。2021年3月31日，广西舰再次出海试航，同年6月24日试航结束。2021年8月2日，广西舰第三次出海试航，同月6日试航结束。
2021年10月8日，广西舰再次出海。
2021年12月6日，广西舰现身东部战区海军军港。
2021年12月，广西舰入列，命名为“中国人民解放军海军广西舰”，舷号32。
2022年4月21日，官方正式公布广西舰舰名及舷号。广西舰首任舰长许策上校，之前担任052D型驱逐舰“南京”舰（舷号155）舰长。
2023年2月，廣西艦進塢進行第一次維護保養。

### 安徽号两栖攻击舰
2021年1月29日，安徽号两栖攻击舰下水。
2021年11月25日，“安徽”舰首次出海试航，12月14日试航结束。2022年3月23日，“安徽”舰再次出海试航。
2022年9月11日，媒体报道“安徽”舰刷号，舷号为33。
2022年10月29日，媒体报道“安徽”舰驶离船厂码头。
2022年11月10日，官方微博“人民海军”发布消息称：“33来啦！近日，海军安徽舰在某海域组织实战化训练，官兵们把学习贯彻党的二十大精神焕发出的政治热情转化为提升练兵备战的实际能力。”配图中显示的安徽舰是新型的075型两栖攻击舰，这预示着人民海军第三艘075型两栖攻击舰入列。
2025年2月10日至11日，解放军海军33号“安徽”舰领衔的7舰编队穿越宫古海峡进入西太平洋，编队包括2艘052D型134号“绍兴”舰、155号“南京”舰，2艘054A型530号“徐州”舰、577号“黃冈”舰，071型986号“四明山”舰及903型886号“微山湖”舰。

### 湖北号两栖攻击舰
2025年1月19日，湖北号两栖攻击舰现身南海舰队某军港。据照片显示，该舰与解放军海军31号“海南”舰同框出现。
2025年8月1日，湖北舰亮相央视军事节目，舰上官兵列队甲板面对镜头送上节日祝福。

## 训练活动

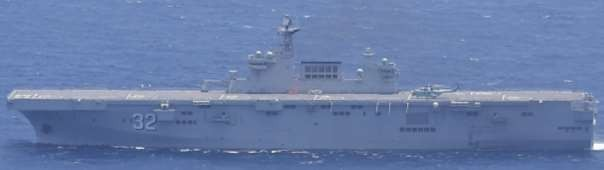
2023年6月30日，经大隅海峡进入太平洋的075型两栖攻击舰广西号

2023年3月2日，央视网报道：“近期，据媒体消息，中国075两栖攻击舰“海南”号完成了服役以来的首次远航，出现在西太平洋海域。此次远航以“海南”舰为核心，由052D型161“呼和浩特”舰、054A型573“柳州”号导弹护卫舰和905“查干湖”号综合补给舰组成编队，先后在南海、西太平洋海域完成远航训练，历时30天，航程9000海里，期间海军陆战队、海军航空兵、气垫登陆艇等任务分队都分别进行了训练任务。”
2023年6月30日，日本自卫队统合幕僚监部发布通报: 首次确认中国新型两栖攻击舰通过大隅海峡进入太平洋，052D型导弹驱逐舰包头号（133）伴随；同时，054A型导弹护卫舰安阳号（599）和903A型综合补给舰巢湖号（890）随后穿越奄美大岛与横当岛之间的水道进入太平洋，预计与“广西舰”编队组成特混编队。
2024年6月，在中菲围绕仁爱礁，仙宾礁进行争夺时，075型“海南舰”现身南沙群岛东部的仁爱礁附近。
2025年8月1日，正值中国解放军建军九十八周年之际，央视军视公布一条由2艘075型31号“海南”舰、34号“湖北”舰领衔，包括4艘071型999号“井冈山”舰、989号“长白山”舰、987号“五指山”舰、985号“祁连山”舰的两栖作战编队的作训影片，时长43秒。

## 两栖攻击舰型号比较
|              |            | 胡蜂級兩棲突擊艦       | 美利堅級兩棲突擊艦      | 075型两栖攻击舰       | 第里雅斯特級兩棲突擊艦   | 胡安·卡洛斯一世級                    | 西北風級兩棲突擊艦          |
| ------------ | ---------- | ---------------------- | ----------------------- | --------------------- | ------------------------ | ------------------------------------ | --------------------------- |
| 船体         | 満載排水量 | 41,150 吨              | 45,693 吨               | 36,000 吨             | 38,000 吨                | 27,082 吨                            | 21,500 吨                   |
| 船体         | 全長       | 257米                  | 257米                   | 232 米                | 245 米                   | 230.82 米                            | 210 米                      |
| 船体         | 全幅       | 36 米                  | 36 米                   | 36 米                 | 36 米                    | 32 米                                | 32 米                       |
| 动力         | 方式       | 蒸氣動力               | CODLOG                  | CODAD                 | CODOG＋电力推动          | IFEP                                 | 柴电动力                    |
| 动力         | 动力       | 70,000 hp              | 70,000 hp               | 64,000 hp             | 102,000 hp               | 29,500 hp                            | 19,040 shp                  |
| 动力         | 速力       | 22 节                  | 22 节                   | 23 节                 | 25 节                    | 19.5 节                              | 18.8 节                     |
| 武器         | 火炮       | 方陣近迫武器系統×3     | 方陣近迫武器系統×2      | H/PJ-11近迫武器系統×2 | Mk 75 76公釐艦炮×3       | 20mm M693 F2機炮×4                   | 30毫米機炮×2                |
| 武器         | 火炮       | 12.7毫米重機槍×7       | 12.7毫米重機槍×7        | H/PJ-11近迫武器系統×2 | 25毫米機炮×3             | 12.7mm重機槍×2                       | 12.7mm重機槍×4              |
| 武器         | 导弹       | RAM 21联装发射器×2     | ESSM 8联装发射器×2      | HHQ-10 18联装发射器×2 | VLS×16 （Aster 或 CAMM） | -                                    | SIMBAD 2联装发射器×2        |
| 武器         | 导弹       | RAM 21联装发射器×2     | RAM 21联装发射器×2      | HHQ-10 18联装发射器×2 | VLS×16 （Aster 或 CAMM） | -                                    | SIMBAD 2联装发射器×2        |
| 航空運用機能 | 飛行甲板   | 全通（兼容STOVL）      | 全通（兼容STOVL）       | 全通                  | 全通（滑跳起飛甲板）     | 全通（滑跳起飛甲板）                 | 全通                        |
| 航空運用機能 | 舰載機数   | F-35B×6                | F-35B×6                 | 直升機×30             | F-35B×4-8                | AV-8B×10 ※F-35B（未来计划）          | 直升机ー×16                 |
| 航空運用機能 | 舰載機数   | 直升機×24              | 直升機×24               | 直升機×30             | 直升機×6-9               | 直升機×12                            | 直升机ー×16                 |
| 登陆运送功能 | 登陆艇     | 70吨LCU×2 或LCAC-1級×3 | 無                      | LCAC×2或3             | 70吨LCU×4 或LCAC-1級×1   | LCM-1E型×4和複合艇×4〜6 或LCAC-1級×1 | LCM×8艇 LCU×2艇或LCAC-1級×2 |
| 登陆运送功能 | 登陸部隊   | 約1,900名              | 約1,900名               | 約1,600名             | 1,043名                  | 902名                                | 短期:900名 長期:400名       |
| 同型艦数     | 同型艦数   | 7艘服役 1艘退役        | 订购9艘 2艘服役 2艘建造 | 4艘服役               | 1艘                      | 1艘（準同型3艘）                     | 3艘（準同型2艘）            |